# Bulnesia chilensis
Bulnesia chilensis es un arbusto perteneciente a la familia Zygophyllaceae.

## Descripción
Es un arbusto que alcanza un tamaño de 2 metros de altura. Tiene flores amarillas con 5 pétalos. Es originaria de Chile.

## Taxonomía
Bulnesia chilensis fue descrita por (Jacq.) Engl.  y publicado en Flora Chilena 1(4): 475–476. 1845[1846].
Sinonimia
- Gonoptera chilensis Turcz.	[3]